# Gute Zeiten, schlechte Zeiten
Gute Zeiten, schlechte Zeiten (literalmente Buenos tiempos, malos tiempos, abreviada como GZSZ) es una serie de televisión alemana transmitida originalmente por RTL desde el 11 de mayo de 1992. Se basa en la serie de televisión neerlandesa Goede tijden, slechte tijden, adaptación de la telenovela australiana The Restless Years.

## Elenco

### Miembros del reparto actuales
| Actor/Actriz            | Papel                                   | Desde |
| ----------------------- | --------------------------------------- | ----- |
| Wolfgang Bahro          | Dr. Hans-Joachim "Jo" Gerner            | 1993  |
| Daniel Fehlow           | Leon Moreno                             | 1996  |
| Felix von Jascheroff    | John Bachmann                           | 2001  |
| Ulrike Frank            | Katrin Flemming, Gabriele "Gabi" Galuba | 2002  |
| Anne Menden             | Emily Badak, Höfer                      | 2004  |
| Jörn Schlönvoigt        | Philip Höfer                            | 2004  |
| Janina Uhse             | Jasmin Flemming, Nowak, Melanie Galuba  | 2008  |
| Tayfun Baydar           | Tayfun Badak                            | 2008  |
| Isabell Horn            | Pia Bachmann, Koch                      | 2009  |
| Thomas Drechsel         | Max "Tuner" Krüger                      | 2009  |
| Clemens Löhr            | Alexander Cöster #2                     | 2009  |
| Eva Mona Rodekirchen    | Maren Seefeld                           | 2010  |
| Iris Mareike Steen      | Liljane "Lilly" Seefeld                 | 2010  |
| Vincent Krüger          | Vincent "Vince" Köpke                   | 2011  |
| Mustafa Alin            | Mesut Yıldız                            | 2011  |
| Elena García Gerlach    | Elena Gundlach, Castillo                | 2013  |
| Linda Marlen Runge      | Andrea "Anni" Brehme                    | 2013  |
| Ramona Dempsey          | Nele Lehmann                            | 2013  |
| Franziska van der Heide | Mieke "Mieze" Lutze                     | 2013  |
| Philipp Christopher     | David Brenner                           | 2014  |
| Lea Marlen Woitack      | Sophie Lindh                            | 2014  |
| Nadine Menz             | Ayla Höfer, Özgül #2                    | 2014  |
| Felix van Deventer      | Jonas Seefeld                           | 2014  |
| Eric Stehfest           | Chris Lehmann                           | 2014  |
| Valentina Pahde         | Sunny Richter                           | 2015  |
| Luise von Finckh        | Jule Vogt                               | 2016  |
| Charlotte Sieglin       | Kerstin Behrens                         | 2019  |

### Miembros del reparto anteriores
| Actor/Actriz             | Papel                                           | Entrada   | Salida    |
| ------------------------ | ----------------------------------------------- | --------- | --------- |
| Andrea Höhne             | Claudia Löpelmann, Wedemeier #1                 | 1992      | 1992      |
| Bernhard-Heinrich Herzog | Oswald Löpelmann #1                             | 1992      | 1992      |
| Dirk Borchardt           | Bertram Köhler                                  | 1992      | 1992      |
| Viktoria Voigt           | Denise Köhler                                   | 1992      | 1992      |
| Matthias Hinze           | Peter Becker #1                                 | 1992      | 1992      |
| Christiane Christiani    | Gerda Becker                                    | 1992      | 1992      |
| Suzanne Ziellenbach      | Lilo Gottschick                                 | 1992      | 1993      |
| Natascha Pfeiffer        | Marina Geppert-Richter, Geppert                 | 1992      | 1993      |
| Thomas Gohlke            | Karsten Richter                                 | 1992      | 1993      |
| Marie-Christine Herriger | Julia Backhoff                                  | 1992      | 1993      |
| Johannes Baasner         | Dr. Frank Ulrich                                | 1992      | 1993      |
| Fenja Rühl               | Barbara Graf, Wiebe #1                          | 1993      | 1993      |
| Stephan Meyer-Kohlhoff   | Martin Wiebe #1                                 | 1993      | 1993      |
| Mirjam Köfer             | Diana Richter †                                 | 1993      | 1993      |
| Timmo Niesner            | Tommy Walter †                                  | 1993      | 1993      |
| Andrea-Kathrin Loewig    | Iris Gebauer-Gundlach, Gebauer †                | 1993      | 1994      |
| Marcus Ulbricht          | Tobias Gericke †                                | 1993      | 1994      |
| Michael Trischan         | Jürgen Borchert                                 | 1993      | 1994      |
| Neelesha Barthel         | Manjou Neria                                    | 1993      | 1994      |
| Andreas Arnstedt         | Lukas Haitz                                     | 1994      | 1994      |
| M.O. Rüdiger             | Matthias Zimmermann                             | 1993      | 1995      |
| Hannelore Minkus         | Beatrice Zimmermann                             | 1993      | 1995      |
| Matthias Matz            | André Holm                                      | 1992      | 1995      |
| Dagmar Sitte             | Rita Sahmel                                     | 1994      | 1995      |
| Sali Landricina          | Peter Becker #2                                 | 1992      | 1995      |
| Udo Thies                | Dr. Michael Gundlach                            | 1993      | 1995      |
| Andrea Höhne             | Claudia Löpelmann, Wedemeier #2 †               | 1993      | 1995      |
| Alexander Kiersch        | Patrick Graf †                                  | 1992      | 1996      |
| Julia Gerke              | Jennifer Gruber Jessica Gruber                  | 1994 1994 | 1996 1996 |
| Victoria Sturm           | Camilla "Milla" Engel                           | 1993      | 1996      |
| Alexander Eisenfeld      | Oliver Engel                                    | 1994      | 1996      |
| Jan Sosniok              | Thomas "Tom" Lehmann                            | 1994      | 1996      |
| Andreas Elsholz          | Heiko Richter                                   | 1992      | 1996      |
| Saskia Valencia          | Saskia Rother                                   | 1993      | 1996      |
| Mey Lan Chao             | Harumi Shimiza                                  | 1993      | 1996      |
| Irene Neuner             | Dr. Rebecca Scheele                             | 1994      | 1996      |
| Denise Zich              | Daniela Zöllner                                 | 1995      | 1996      |
| Alexandra Finder         | Kim Scheele                                     | 1995      | 1996      |
| Sandra Keller            | Tina Zimmermann, Ulrich #1                      | 1992      | 1996      |
| Claudia Weiske           | Elke Opitz-Graf, Opitz                          | 1992      | 1997      |
| Angela Neumann           | Vera Richter                                    | 1992      | 1997      |
| Kea Könneker             | Christiane "Chrissie" Lehmann †                 | 1996      | 1997      |
| Norbert Hülm             | Robert König †                                  | 1995      | 1997      |
| Julian Scheunemann       | Karl-Heinz "Charlie" Fiereck †                  | 1993      | 1998      |
| Daniel Enzweiler         | Jörg Reuter                                     | 1996      | 1998      |
| Tina Bordihn             | Sonja Wiebe #1                                  | 1997      | 1998      |
| Anne Brendler            | Vanessa Richter, Moreno                         | 1996      | 1998      |
| Inka Loewendorf          | Astrid Seiter †                                 | 1997      | 1999      |
| Torsten Stoll            | Frank Richter                                   | 1997      | 1999      |
| Mona Klare               | Barbara Graf, Wiebe #2                          | 1996      | 1999      |
| Alexander Schäfer        | Alexander "Alex" Hinze                          | 1997      | 1999      |
| Alexandra Neldel         | Katja Wettstein                                 | 1996      | 1999      |
| Simone Hanselmann        | Anna Meisner                                    | 1998      | 1999      |
| Oliver Petszokat         | Ricky Marquart                                  | 1998      | 1999      |
| Raphael Schneider        | Andreas "Andy" Lehmann †                        | 1995      | 2000      |
| Laurent Daniels          | Philip Krüger                                   | 1997      | 2000      |
| Nadine Dehmel            | Nataly Jäger                                    | 1996      | 2000      |
| Maren Thurm              | Barbara Graf, Wiebe #3                          | 1999      | 2000      |
| Cathrin Vaessen          | Franziska Bohlstädt                             | 1999      | 2000      |
| Rainer Meifert           | Dr. Jan Wittenberg                              | 1998      | 2000      |
| Franziska Dilger         | Inka Berent                                     | 1999      | 2001      |
| Jan Hartmann             | Christopher "Chris" Bohlstädt †                 | 1999      | 2001      |
| Stefanie Julia Möller    | Charlotte Bohlstädt                             | 1999      | 2001      |
| Patrick Harzig           | Peter Becker #3                                 | 1999      | 2002      |
| Tokessa Möller-Martinius | Sonja Wiebe #2 †                                | 1998      | 2002      |
| Tim Sander               | Kai Scholl †                                    | 1999      | 2002      |
| Anna Frenzel-Röhl        | Sandra Ergün, Lemke #1                          | 1999      | 2002      |
| Rhea Harder              | Florentine Spirandelli "Flo Spira" di Montalban | 1996      | 2002      |
| Norman Kalle             | Martin Wiebe #2                                 | 2000      | 2002      |
| Hendrik Borgmann         | Moritz Demand                                   | 2000      | 2002      |
| Mia Aegerter             | Xenia di Montalban                              | 2000      | 2003      |
| Christin Baechler        | Patrizia Bachmann, Biedermann                   | 2001      | 2003      |
| Peer Kusmagk             | Ben Bachmann                                    | 2002      | 2003      |
| Roman Roth               | Tim Böcking #1                                  | 2002      | 2004      |
| Ralf Benson              | Fabian Moreno                                   | 1996      | 2004      |
| Jeanette Biedermann      | Marie Balzer                                    | 1999      | 2004      |
| İsmail Şahin             | Deniz Ergün †                                   | 2002      | 2005      |
| Raphaël Vogt             | Dr. Nico Anton Weimershaus                      | 1996      | 2005      |
| Yvonne Catterfeld        | Julia Blum                                      | 2001      | 2005      |
| Dominic Boeer            | Jonas Vossberg                                  | 2003      | 2005      |
| Nina Bott                | Cora Hinze                                      | 1997      | 2005      |
| Uta Kargel               | Lena Bachmann                                   | 2004      | 2006      |
| Natalie Alison           | Isabel Eggert †                                 | 2003      | 2006      |
| Katharina Ursinus        | Cornelia "Nele" Wenzel                          | 2005      | 2006      |
| Hanne Wolharn            | Senta Lemke, Biedermann †                       | 2000      | 2007      |
| Klaus-Dieter Klebsch     | Johannes "Hannes" Bachmann †                    | 2002      | 2007      |
| Stefan König             | Sebastian Winter                                | 2005      | 2007      |
| Robert Lyons             | Vincent Buhr                                    | 2004      | 2007      |
| Jasmin Weber             | Franziska "Franzi" Reuter †                     | 2005      | 2008      |
| Maike von Bremen         | Sandra Ergün, Lemke #2                          | 2002      | 2008      |
| Arne Stephan             | Marc Hansen Victor Hansen †                     | 2006 2006 | 2008 2006 |
| Josephine Schmidt        | Paula Rapf                                      | 2002      | 2009      |
| Pete Dwojak              | Henrik Beck                                     | 2005      | 2009      |
| Oliver Bender            | Tim Böcking #2                                  | 2004      | 2009      |
| Nik Breidenbach          | Alexander Cöster #1                             | 2007      | 2009      |
| Hans Christiani          | Agamemnon Rufus "A.R." Daniel                   | 1992      | 2009      |
| Jessica Ginkel           | Caroline "Caro" Neustädter                      | 2006      | 2009      |
| Alexander Becht          | Leonard "Lenny" Cöster                          | 2007      | 2010      |
| Felix Isenbügel          | Carsten Reimann                                 | 2008      | 2010      |
| Sarah Tkotsch            | Lucy Cöster                                     | 2007      | 2010      |
| Frank-Thomas Mende       | Clemens Richter                                 | 1992      | 2010      |
| Lisa Riecken             | Elisabeth Meinhart-Richter, Meinhart            | 1992      | 2010      |
| Kristin Meyer            | Iris Cöster                                     | 2007      | 2010      |
| Susan Sideropoulos       | Verena Koch †                                   | 2001      | 2011      |
| Lena Ehlers              | Dascha Badak, Petrova                           | 2010      | 2012      |
| Samia Dauenhauer         | Jacqueline "Jacky" Krüger                       | 2012      | 2012      |
| Björn Harras             | Patrick Gerner, Graf †                          | 2009      | 2012      |
| Senta-Sofia Delliponti   | Tanja Seefeld                                   | 2011      | 2013      |
| Sıla Şahin               | Ayla Höfer, Özgül #1                            | 2009      | 2014      |
| Merlin Leonhardt         | Till "Bommel" Kuhn                              | 2012      | 2014      |
| Raúl Richter             | Dominik Gundlach, Felix Löpelmann †             | 2007      | 2014      |
| Jascha Rust              | Zacharias "Zac" Klingenthal                     | 2011      | 2014      |
| Steve Devonas            | Fabian Brandt                                   | 2019      | 2019      |